# Otto Stolz
Otto Stolz (Hall in Tirol, 3 de juliol de 1842 - Innsbruck, 23 de novembre de 1905) fou un matemàtic austríac.
Stolz és conegut pel seu treball en l'anàlisi matemàtica i els infinitesimals. Dona nom al teorema de Stolz-Cesàro.

## Biografia
Otto Stolz va passar la seva joventut a Hall in Tirol, on va estudiar a l'Institut dels Franciscans abans de continuar la seva formació al Akademisches Gymnasium d'Innsbruck i a la universitat de la mateixa ciutat, on va estudiar física tot i ja mostrar molt interès a la matemàtica. Va continuar els estudis a la Universitat de Viena des del 1863, i va fer-hi el doctorat el 1867.
El 1869 va anar-se a Berlín i estudiar amb els matemàtics Karl Weierstraß, Ernst Eduard Kummer i Leopold Kronecker. Les teories d'en Weierstraß van influenciar-lo per damunt de tot. El 1871 va assistir a les conferències d'Alfred Clebsch i Felix Klein al semestre estival de la Universitat de Göttingen.
Des del 1872 va esdevenir professor de matemàtica a la Universitat d'Innsbruck. Va ser membre de l'Acadèmia Imperial de les Ciències d'Àustria. Va morir el 1905, poc després d'acabar la seva Einleiitung in die Funktionentheorie (Introducció a la teoria de les funcions).
El seu fill, l'historiador Otto Stolz, va ser un especialista de la història i del folklore de Tirol.

## Obres
- Vorlesungen über allgemeine Arithmetik, Leipzig 1885/86 (Conferències d'aritmètica general)
- Grundzüge der Differential- und Integralrechnung, Leipzig 1893/96 (Fonaments de càlcul diferencial i integral)
- Einleitung in die Funktionentheorie, Leipzig 1905 (ensems amb J. A. Gmeiner) (Introducció a la teoria de les funcions)
- B.Bolzanos Bedeutung in der Geschichte der Infinitesimalrechnung[Enllaç no actiu], Mathematische Annalen, Volum 18, 1881 (Importància de B. Bolzano a la història del càlcul infinitesimal)